# Bundestrainer
Als Bundestrainer wird im Sport der Trainer einer deutschen Nationalmannschaft bezeichnet. Dieser wird vom jeweiligen Bundesverband der betreffenden Sportart eingesetzt.
Der Bundestrainer muss über eine entsprechende Trainerlizenz verfügen. Einige Sportverbände umgehen diese Vorschrift, um erfahrenen, ehemaligen Aktiven den Zugang zu diesem Amt zu erleichtern, indem sie das Amt des Teamchefs eingeführt haben. Zur rechtlichen Legitimation des Teamchefs wird diesem ein Trainer zur Seite gestellt, der über eine entsprechende Lizenz verfügt.
Auch wenn unter der Bezeichnung gemeinhin nur der Cheftrainer der ersten Erwachsenenmannschaft verstanden wird, tragen in vielen Sportarten alle für einen einzelnen Bereich verantwortlichen Trainer eines Bundesverbandes die Bezeichnung Bundestrainer.
Bundestrainer sind in der Regel Angestellte des jeweiligen Sportverbandes, haben oft jedoch nur einen befristeten Vertrag, der im Falle des Erfolges (und der Sicherstellung der Finanzierung) allerdings meist verlängert wird. In olympischen Sportarten sind es meistens Vier-Jahres-Verträge über eine Olympiade; in olympischen Amateursportarten erfolgt die Finanzierung der Bundestrainergehälter zu großen Teilen durch zweckgebundene Zuschüsse des Bundesministeriums des Innern.
In den meisten nichtolympischen Amateursportarten sind Bundestrainer ehrenamtlich oder mit Honorarvertrag tätig. Es handelt sich häufig um erfolgreiche Vereinstrainer, die dann vom Verband mit der Betreuung der Nationalmannschaft beauftragt werden.

## Übersicht
| Sportart                   | Männer                                                                                         | offizielle Bezeichnung              | Frauen                                            | offizielle Bezeichnung                            | Nach- weis |
| -------------------------- | ---------------------------------------------------------------------------------------------- | ----------------------------------- | ------------------------------------------------- | ------------------------------------------------- | ---------- |
| American Football          | Shuan Fatah                                                                                    | Head Coach                          | Nicole Manthey                                    | Head Coach                                        |            |
| Baseball                   | Jendrick Speer                                                                                 | Bundestrainer (Cheftrainer)         | Udo Dehmel (Softball)                             | Bundestrainer (Cheftrainer)                       |            |
| Basketball                 | Álex Mumbrú                                                                                    | Bundestrainer                       | Lisa Thomaidis                                    | Bundestrainerin                                   |            |
| Beachhandball              | Marten Franke                                                                                  | Bundestrainer                       | Alexander Novakovic                               | Bundestrainer                                     |            |
| Beachvolleyball            | Thomas Kaczmarek Alexander Prietzel                                                            | Bundestrainer                       | Kirk Pitman Helke Claasen Saskia van Hintum       | Bundestrainerin                                   |            |
| Biathlon                   | Tobias Reiter                                                                                  | Cheftrainer                         | Kristian Mehringer                                | Cheftrainer                                       |            |
| Billard                    | Günter Geisen                                                                                  | Cheftrainer                         | keine Trennung nach Damen- und Herrenwettbewerben | keine Trennung nach Damen- und Herrenwettbewerben |            |
| Bobsport                   | René Spies                                                                                     | Cheftrainer                         | siehe Männer                                      | siehe Männer                                      |            |
| Bowling                    | Peter Lorenz                                                                                   | Bundestrainer                       | siehe Männer                                      | siehe Männer                                      |            |
| Boxen                      | Eddie Bolger Ralf Dickert                                                                      | Cheftrainer Disziplintrainer        | Michael Thimm                                     | Disziplintrainer                                  |            |
| Cricket                    | Atiq-uz-Zaman                                                                                  | Bundestrainer                       | Michael Thewlis                                   | ECB-Level 3 Coach                                 |            |
| Dressurreiten              | Monica Theodorescu Jonny Hilberath (Co-Bundestrainer)                                          | Bundestrainerin                     | keine Trennung nach Damen- und Herrenwettbewerben | keine Trennung nach Damen- und Herrenwettbewerben |            |
| Eishockey                  | Harold Kreis                                                                                   | Bundestrainer                       | Jeff MacLeod                                      | Bundestrainer                                     |            |
| Eisschnelllauf             | Helge Jasch Alexis Contin (Allround) Aart van der Wulp (Sprint)                                | Teamleiter Bundestrainer            | siehe Männer                                      | siehe Männer                                      |            |
| Faustball                  | Olaf Neuenfeld                                                                                 | Bundestrainer                       | Eva Krämer                                        | Bundestrainerin                                   |            |
| Fahrsport                  | Karl-Heinz Geiger (Cheftrainer, Vierspänner) Dieter Lauterbach (Einspänner)                    | Bundestrainer                       | keine Trennung nach Damen- und Herrenwettbewerben | keine Trennung nach Damen- und Herrenwettbewerben |            |
| Flag Football              | Florian Berrenberg                                                                             | Bundestrainer                       | Jona Winkel                                       | Bundestrainer                                     |            |
| Freestyle-Skiing           | Korbinian Resenberger                                                                          | Teammanager                         | siehe Männer                                      | siehe Männer                                      |            |
| Fußball                    | Julian Nagelsmann                                                                              | Bundestrainer                       | Christian Wück                                    | Bundestrainer                                     |            |
| Futsal                     | Marcel Loosveld                                                                                | Cheftrainer                         | keine Nationalmannschaft                          | keine Nationalmannschaft                          |            |
| Gerätturnen                | Jens Milbradt                                                                                  | Cheftrainer                         | Gerben Wiersma                                    | Cheftrainer                                       |            |
| Gewichtheben               | Almir Velagic                                                                                  | Bundestrainer                       | siehe Männer                                      | siehe Männer                                      |            |
| Handball                   | Alfreð Gíslason                                                                                | Bundestrainer                       | Markus Gaugisch                                   | Bundestrainer                                     |            |
| Hockey                     | André Henning                                                                                  | Bundestrainer                       | Valentin Altenburg                                | Bundestrainer                                     |            |
| Judo                       | Pedro Guedes                                                                                   | Bundestrainer                       | Claudiu Pusa                                      | Bundestrainer                                     |            |
| Ju-Jutsu                   | Steffen Heckele                                                                                | Bundestrainer                       | Roland Köhler                                     | Teamchef, Bundestrainer                           |            |
| Kanurennsport              | Arndt Hanisch (Kajak) Lars Kober (Canadier)                                                    | Chef-Bundestrainer Bundestrainer    | Ralf Straub (Kajak) Tino Hoffmann (Canadier)      | Bundestrainer                                     |            |
| Kanuslalom                 | Klaus Pohlen (Cheftrainer) Thomas Apel (Kajak) Felix Michel (Canadier)                         | Bundestrainer                       | siehe Männer                                      | siehe Männer                                      |            |
| Karate                     | Efthimios Karamitsos (Kata) Noah Bitsch (Kumite)                                               | Bundestrainer                       | siehe Männer                                      | siehe Männer                                      |            |
| Kegeln (Classic)           | Oliver Scholler Timo Hoffmann                                                                  | Cheftrainer Nationaltrainer         | Sandra Hirsch                                     | Nationaltrainerin                                 |            |
| Kickboxen                  | Steffen Große                                                                                  | Cheftrainer                         | siehe Männer                                      | siehe Männer                                      |            |
| Minigolf                   | Michael Löhr Michael Koziol                                                                    | Cheftrainer Bundestrainer           | siehe Männer                                      | siehe Männer                                      |            |
| Nordische Kombination      | Eric Frenzel (Langlauf) Constantin Kreiselmeyer, Kai Bracht (Springen)                         | Leitender Trainer Trainer           | Florian Aichinger                                 | Bundestrainer                                     |            |
| Rad (Bahn)                 | Detlef Uibel Sven Meyer (Ausdauer)                                                             | Bundestrainer                       | André Korff Detlef Uibel (Kurzzeit)               | Bundestrainer                                     |            |
| Rad (Straße)               | Ralf Grabsch                                                                                   | Bundestrainer                       | André Korff                                       | Bundestrainer                                     |            |
| Rad (Halle)                | Dieter Maute (Kunstradfahren) Jörg Latzel (Radball)                                            | Bundestrainer                       | Dieter Maute                                      | Bundestrainer                                     |            |
| Rad (BMX)                  | Florian Ludewig                                                                                | Chef-Bundestrainer                  | siehe Männer                                      | siehe Männer                                      |            |
| Rad (MTB) und Radcross     | Peter Schaupp (MTB) Wolfgang Ruser                                                             | Bundestrainer                       | siehe Männer                                      | siehe Männer                                      |            |
| Rennrodeln                 | Norbert Loch                                                                                   | Cheftrainer                         | siehe Männer                                      | siehe Männer                                      |            |
| Rhythmische Sportgymnastik |                                                                                                |                                     | Isabell Sawade                                    | Teamchefin                                        |            |
| Ringen                     | Jürgen Scheibe (Freistil) Maik Bullmann (griechisch-römischer Stil)                            | Bundestrainer                       | Christoph Ewald                                   | Bundestrainer                                     |            |
| Rudern                     | Brigitte Bielig Thomas Affeldt, Christian Viedt (Riemen) Dirk Brockmann, Tim Schönberg (Skull) | Cheftrainerin Bundestrainer         | Sven Ueck (Riemen)                                | Bundestrainer                                     |            |
| Rugby                      | Mark Kuhlmann (15er) Pablo Feijó (7er)                                                         | Nationaltrainer Bundestrainer       | Curtis Bradford (7er)                             | Nationaltrainer                                   |            |
| Schach                     | Jan Gustafsson                                                                                 | Bundestrainer                       | siehe Männer                                      | siehe Männer                                      |            |
| Schwimmen                  | Bernd Berkhahn (Becken) Constantin Depmeyer (Freiwasser)                                       | Bundestrainer                       | siehe Männer                                      | siehe Männer                                      |            |
| Segelflug                  | Wolli Beyer                                                                                    | Bundestrainer                       | siehe Männer                                      | siehe Männer                                      |            |
| Skeleton                   | Christian Baude                                                                                | Cheftrainer                         | siehe Männer                                      | siehe Männer                                      |            |
| Ski Alpin                  | Christian Schwaiger                                                                            | Bundestrainer                       | Andreas Puelacher                                 | Bundestrainer                                     |            |
| Skicross                   | Peter Stemmer                                                                                  | Cheftrainer                         | siehe Männer                                      | siehe Männer                                      |            |
| Skilanglauf                | Peter Schlickenrieder Axel Teichmann                                                           | Teamchef Leitender Disziplintrainer | siehe Männer                                      | siehe Männer                                      |            |
| Skispringen                | Stefan Horngacher                                                                              | Bundestrainer                       | Heinz Kuttin                                      | Cheftrainer                                       |            |
| Snowboard                  | Paul Marks (Race) Bernard Loer (Cross) Michael Dammert (Freestyle)                             | Disziplinverantwortlicher           | siehe Männer                                      | siehe Männer                                      |            |
| Springreiten               | Otto Becker (Cheftrainer) Ralf Runge (Co-Bundestrainer)                                        | Bundestrainer                       | keine Trennung nach Damen- und Herrenwettbewerben | keine Trennung nach Damen- und Herrenwettbewerben |            |
| Taekwondo                  | Marco Scheiterbauer                                                                            | Bundestrainer                       | Balázs Toth Boris Winkler                         | Bundestrainer                                     |            |
| Tennis                     | Michael Kohlmann Jan Velthuis                                                                  | Chef-Bundestrainer Bundestrainer    | Torben Beltz Dirk Dier                            | Chef-Bundestrainer Bundestrainer                  |            |
| Tischtennis                | Jörg Roßkopf                                                                                   | Bundestrainer                       | Tamara Boroš                                      | Bundestrainerin                                   |            |
| Trampolinturnen            | Katarína Prokešová                                                                             | Cheftrainerin                       | siehe Männer                                      | siehe Männer                                      |            |
| Unterwasser-Rugby          | Wilhelm Nier                                                                                   | Head Coach                          | Kati Vehlow                                       | Head Coach                                        |            |
| Vielseitigkeitsreiten      | Peter Thomsen (Cheftrainer)                                                                    | Bundestrainer                       | keine Trennung nach Damen- und Herrenwettbewerben | keine Trennung nach Damen- und Herrenwettbewerben |            |
| Volleyball                 | Michał Winiarski                                                                               | Bundestrainer                       | Giulio Cesare Bregoli                             | Bundestrainer                                     |            |
| Voltigieren                | Kai Vorberg                                                                                    | Bundestrainer                       | siehe Männer                                      | siehe Männer                                      |            |
| Wasserball                 | Miloš Sekulić                                                                                  | Bundestrainer                       | Sven Schulz                                       | Bundestrainer                                     |            |
| Wasserspringen             | Christoph Bohm                                                                                 | Chefbundestrainer                   | siehe Männer                                      | siehe Männer                                      |            |